# City of Whittlesea
City of Whittlesea är en kommun i Australien. Den ligger i delstaten Victoria, omkring 31 kilometer norr om centrala Melbourne. Antalet invånare var 197 491 vid folkräkningen 2016.
Följande samhällen finns i Whittlesea:
- Epping
- Mill Park
- Thomastown
- Lalor
- Mernda
- Whittlesea
- Wollert
- Woodstock
- Yan Yean